# De Viris Illustribus

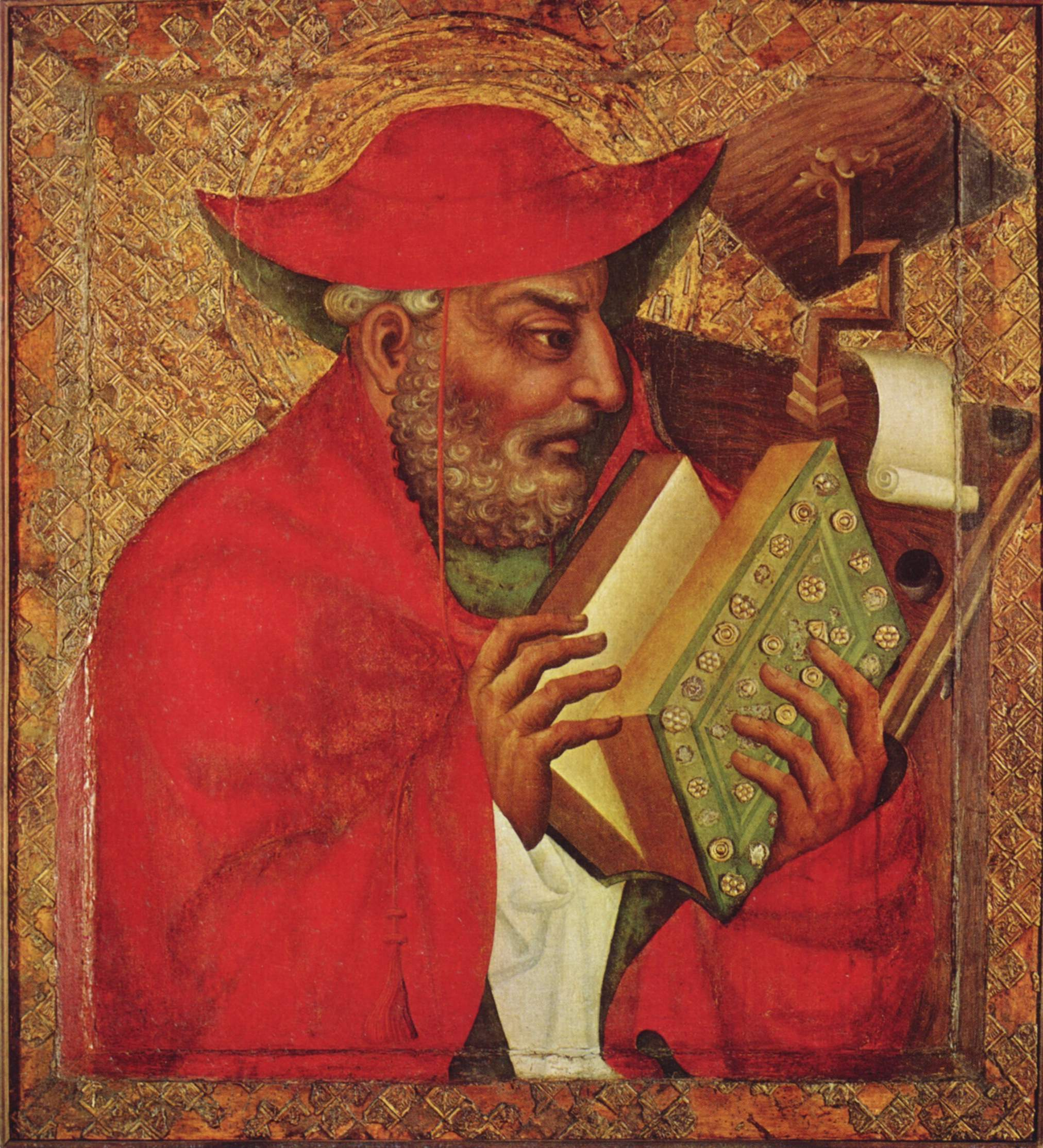
Jeroni d'Estridó, autor de Sobre els hòmens il·lustres

Sobre els hòmens il·lustres (en llatí, en original: De Viris Illustribus) és un recull de cent trenta-cinc petites biografies compilades pel pare de l'Església llatina del segle iv, Jeroni d'Estridó. Acabà l'obra a Betlem els 392-3.

## Contingut
L'obra consta d'un pròleg i més cent i trenta-cinc capítols, cadascú amb una breu biografia. El mateix Jeroni n'és l'objecte del darrer capítol. Una versió grega del llibre, possiblement de Sofroni que és objecte del capítol cent trenta-quatre, també va sobreviure. Moltes de les biografies són sobre cristians importants en la història de l'Església, amb atenció per les seues carreres d'escriptors. Fou "escrita com una obra apologètica per a provar que l'Església havia produït persones instruïdes". El llibre fou dedicat a Luci Flavi Dextre, que fou secretari de Teodosi I el Gran i prefecte de la guàrdia pretoriana de l'emperador Flavi Honori (r. 395–423). Dextre era el fill de Pacià de Barcelona, que va ser elogiat en l'obra.

## Biografies
Tot seguit, hi ha la llista dels cent trenta-cinc biografiats. Els nombres són dels capítols trobats en l'obra:
| - 1. Simó Pere - 2. Santiago, el Justo - 3. Mateu (evangelista) - 4. Judes Tadeu - 5. Pau de Tars - 6. Bernabé (Bíblia) - 7. Lluc (evangelista) - 8. Marc (evangelista) - 9. Joan (evangelista) - 10. Pastor d'Hermes - 11. Filó d'Alexandria - 12. Luci Aneu Sèneca - 13. Flavi Josef - 14. Just de Tiberíades - 15. Papa Climent I - 16. Ignasi d'Antioquia - 17. Policarp d'Esmirna - 18. Papies de Hieràpolis - 19. Quadrat d'Atenes - 20. Arístides d'Atenes - 21. Agripa Castor - 22. Hegèsip - 23. Justí Màrtir - 24. Mèlit de Sardes - 25. Teòfil d'Antioquia - 26. Apol·linar Claudi - 27. Dionís de Corint - 28. Pinit de Creta - 29. Tatià - 30. Felip de Creta - 31. Musà - 32. Modest (escriptor) - 33. Bardesans de Mesopotàmia - 34. Papa Víctor I | - 35. Ireneu de Lió - 36. Panté - 37. Rodo (teòleg) - 38. Climent d'Alexandria - 39. Papa Melquiades - 40. Apol·loni de Roma l'Apologista - 41. Serapió d'Antioquia - 42. Apol·loni d'Efes - 43. Teòfil de Cesarea - 44. Bàquil de Corint - 45. Polícrates d'Efes - 46. Heràclit - 47. Màxim I d'Antioquia - 48. Càndid - 49. Api - 50. Sext - 51. Arabià - 52. Judes - 53. Tertulià - 54. Orígens - 55. Amoni d'Alexandria - 56. Ambròs d'Alexandria - 57. Trifó - 58. Minuci Felix - 59. Papa Gai - 60. Beril - 61. Hipòlit de Roma - 62. Alexandre de Jerusalem - 63. Juli Africà - 64. Gemin - 65. Gregori Taumaturg o de Neocesarea - 66. Papa Corneli - 67. Cebrià de Cartago - 68. Ponç de Cartago | - 69. Dionís d'Alexandria - 70. Antipapa Novacià - 71. Malqui d'Antioquia - 72. Arquelau - 73. Anatoli de Laodicea - 74. Victorí de Pettau - 75. Pàmfil de Cesarea - 76. Pieri - 77. Lucià d'Antioquia - 78. Fílees - 79. Arnobi de Sica - 80. Lactanci - 81. Eusebi de Cesarea - 82. Retici - 83. Metodi d'Olimp - 84. Juvenc - 85. Eustaci d'Antioquia - 86. Marcel d'Ancira - 87. Atanasi d'Alexandria - 88. Antoni del Desert o el Gran - 89. Basili d'Ancara - 90. Teodor - 91. Eusebi d'Emesa - 92. Trifili - 93. Donat de Casa Nigra - 94. Asteri el Sofista - 95. Lucifer (bisbe) de Cagliari - 96.[Eusebi de Vercelli o de Sardenya - 97. Fortunacià - 98. Acaci de Cesarea - 99. Serapió - 100. Hilari de Poitiers - 101. Gai Màrius Victorí - 102. Tit de Bostra | - 103. Papa Dàmas I - 104. Apol·linar de Laodicea - 105. Gregori d'Elvira - 106. Pacià - 107. Fotí de Sirmi - 108. Foebadi d'Agen - 109. Dídim el Cec - 110. Optat de Mileu - 111. Acili Sever - 112. Ciril de Jerusalem - 113. Euzoi - 114. Epifani de Salamis - 115. Efrem de Síria - 116. Basili de Cesarea - 117. Gregori de Nazianz - 118. Luci d'Alexandria - 119. Diodor de Tars - 120. Eunomi de Cízic - 121. Priscilià - 122. Latronià - 123. Tiberià - 124. Ambròs de Milà - 125. Evagri d'Antioquia - 126. Ambròs, deixeble de Dídim el Cec - 127. Màxim I de Constantinoble - 128. Gregori de Nissa - 129. Joan Crisòstom el Presbíter - 130. Gelasi de Cesarea - 131. Teòtim de Tomis - 132. Flavi Dextre - 133. Anfiloqui d'Iconi - 134. Sofroni - 135. Jeroni d'Estridó el Presbíter. |

## Relat de Jeroni sobre si
En la conclusió d'aquesta obra, Jeroni ens proporciona la seua pròpia biografia com l'exemple més recent d'obra erudita dels cristians. En el capítol cent trenta-cinc, resum la seua carrera així:
| “ | Jo, Jeroni, fill d'Eusebi, a la ciutat d'Estrídia, que és a la frontera entre Dalmàcia i Pannònia, i que fou presa pels gots fins a l'any actual, és a dir, el catorzé de l'emperador Teodosi I (r. 378-395), vaig escriure la Vida de Pau, el monjo, un llibre d'Epístoles per a persones diverses, una Exhortació a Heliodor, Controvèrsia de Luciferà i Ortodox, Crònica de la història universal, 28 homilies d'Orígens sobre Jeremies i Ezequiel, que vaig traduir del grec al llatí, Sobre els serafins, Sobre Osana, Sobre els fills pròdigs i prudents, Sobre les tres qüestions de l'antiga llei, Dues homilies del Cantar dels Cantars, Contra Helvidi, Sobre la perpètua virginidat de Maria, Per a Eustoqui, Sobre mantenir la virginitat, un llibre d'Epístoles per a Marcel·la, una carta de consol per a Paula Sobre la mort d'una filla, tres llibres de Comentaris sobre l'Epístola als Gàlates, així com tres llibres sobre Comentaris sobre l'Epístola als efesis, un llibre Sobre l'Epístola a Tit, una Epístola a Filemó, Comentari sobre l'Eclesiastés, un llibre sobre Qüestions hebraiques del Gènesis, un llibre Sobre llocs de Judea, un llibre sobre Noms hebreus, Dídim, el Cec sobre l'Esperit Sant, que vaig traduir al llatí en un llibre, Trenta-nou homilies sobre Lluc Evangelista, Sobre el Llibre dels Salms 10 a 16, set llibres, Sobre el monjo captiu, La vida del benaurat Hilari. Vaig traduir el Nou Testament del grec i l'Antic Testament de l'hebreu, i de les cartes que vaig escriure a Paula i a Eustoqui no en sé quantes, perquè escric cada dia. També vaig escriure dos llibres sobre Explicacions sobre Miqueies, un llibre Sobre Naum, dos llibres Sobre Habacuq, un Sobre Zefènies, un Sobre Ageu i molts més sobre profetes que encara no estan acabats, i en què encara treballe. | ” |
|   | — Jeroni, Sobre els hòmens il·lustres |   |